# فیلیپ موریس (سیگار)
فیلیپ موریس (به انگلیسی: Philip_Morris) یک برند سیگار ایجاد شده در ایالات متحده آمریکا است؛ که اکنون توسط شرکت فیلیپ موریس تولید می‌شود. مالک کنونی این برند فیلیپ موریس است. این برند در سال ۱۸۴۷ پایه‌گذاری گردید.